# Peko
Peko (w fin. także Pekko lub Pellon Pekko) – estoński i fiński bóg upraw (przede wszystkim jęczmienia), a także browarnictwa.

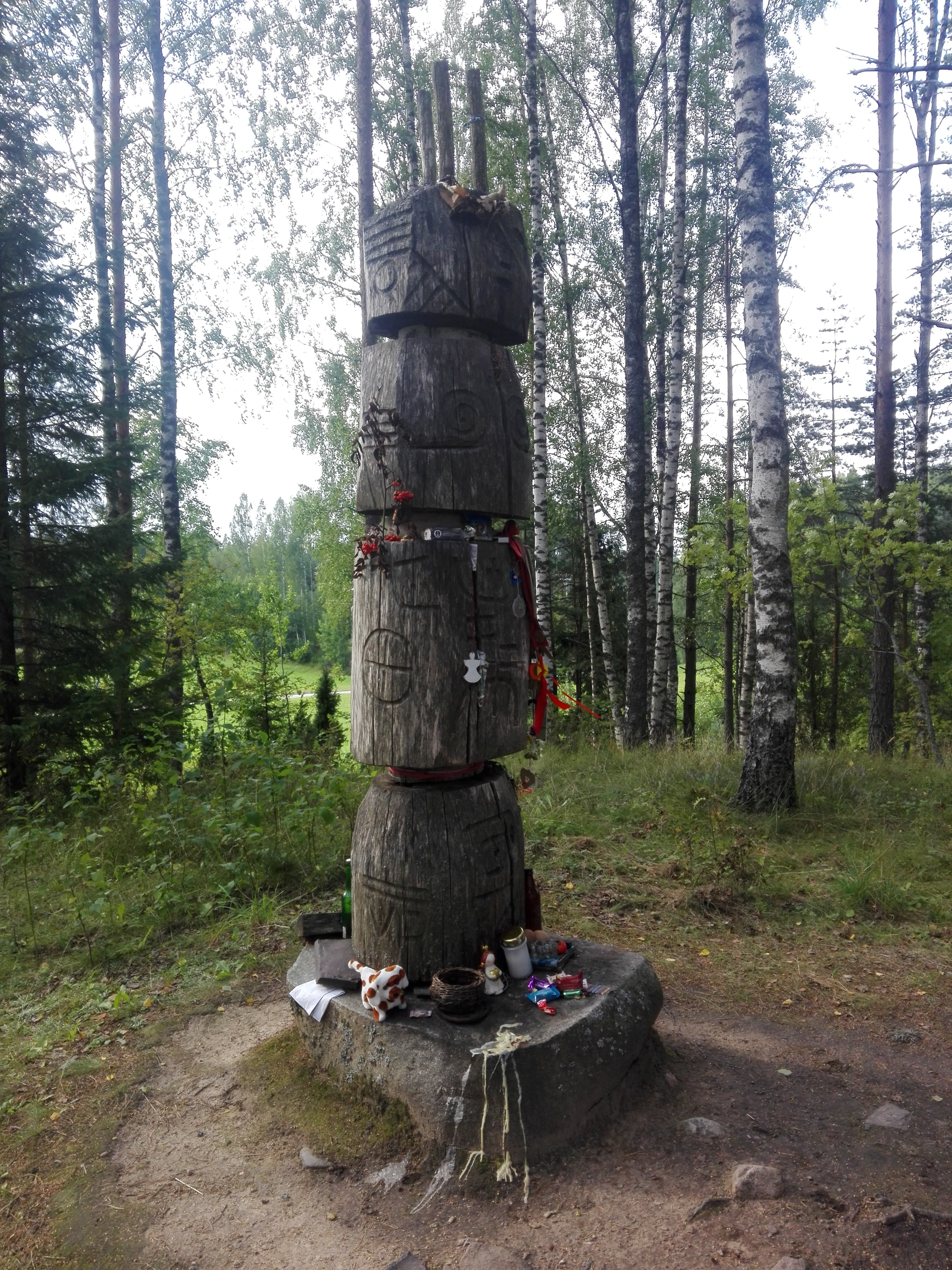
Posąg Peko na wzgórzu Jumalamägi w Estonii

W Finlandii Peko jest znany jako Pellonpekko (obrońca pól). Jest patronem zbiorów, w szczególności jęczmienia i wytwarzanego z niego piwa.
W Setomaa jeszcze w latach 30. XX wieku obecny był kult tego boga, a w domach można było znaleźć figurki z wizerunkiem Peko. Obecny podział Setomaa, który rozbija ją na dwa kraje: Estonię i Rosję, wzmocnił wierzenia mieszkańców. Aby utrzymać swoją tożsamość i kulturę, wskrzesili zwyczaje religijne. Dodali także nowe, m.in. ogłosili Peko królem, a sami obchodzą coroczne uroczystości wyboru zastępcy króla i królowej, którzy mają komunikować się z Peko w swoich snach.

## Nawiązania
- Zespół Korpiklaani na albumie Spirit of the Forest posiada utwór pt. Pellonpekko.
- W 2007 w Estonii na wzgórzu Jumalamägi (Wzgórze Boga) miejscowy rzeźbiarz zbudował pomnik Peko[4].